# Mr. Banda and the lady detectives
Mr. Banda and the lady detectives er en oplysningsfilm fra 2007 instrueret af Trine Rys og Jannie Møller Hartley.

## Handling
Vi følger to kvindelige detektiver, Mable og Manesi, i Zambias hovedstad Lusaka. På job, hvor de leder efter en utro ægtemand og derhjemme, hvor vi hører om deres job som kvindelige detektiver - blandt andet om hvordan familien har reageret på det usædvanlige job, og om hvorfor de er detektiver.